# Woodland Trail
Le Woodland Trail est un sentier de randonnée américain dans le comté d'Accomack, en Virginie. Il est situé sur Assateague Island dans le Chincoteague National Wildlife Refuge et l'Assateague Island National Seashore.